# Anne-Caroline Chausson
Anne-Caroline Chausson, född den 8 oktober 1977 i Dijon, Frankrike, är en fransk tävlingscyklist som tog guld i BMX vid olympiska sommarspelen 2008 i Peking. 